# Kaká
Pour les articles homonymes, voir Kaka.
Ricardo Izecson dos Santos Leite, plus connu sous le pseudonyme de Kaká, né le 22 avril 1982 à Gama, District fédéral, au Brésil, est un footballeur international brésilien, qui évolue au poste de milieu offensif du début des années 2000 à la fin des années 2010. 
Formé au São Paulo FC, il rejoint en 2003 le Milan AC avec qui il remporte le titre de champion d'Italie en 2004 puis, en 2007 les trophées de la Ligue des champions, la Coupe du monde des clubs et la Supercoupe de l'UEFA. Ses performances en club lui valent de recevoir en fin d'année les trophées du Ballon d'or et du Meilleur footballeur de l'année FIFA.
Transféré au Real Madrid en 2009, pour environ 68 millions d'euros, il gagne avec ce club le titre de champion d'Espagne en 2012 mais ne parvient pas à rééditer ses performances réalisées sous le maillot milanais. Après un retour au Milan AC en 2013, il s'engage en 2014 avec Orlando City, nouvelle franchise de Major League Soccer, qu'il quitte en octobre 2017, après trois saisons. Deux mois plus tard, le joueur annonce prendre sa retraite. 
En équipe du Brésil, Kaká compte 92 sélections pour 29 buts inscrits depuis 2002. Il remporte la Coupe du monde en 2002 et deux Coupes des confédérations en 2005 et 2009.

## Carrière

### Club

#### Ses débuts
Ricardo Izecson dos Santos Leite naît le 22 avril 1982 à Gama, District Fédéral, au Brésil. Issu d'une famille évangélique aisée, son père est ingénieur et sa mère enseignante dans une école  il grandit dans la banlieue chic de São Paulo. Le surnom Kaká vient de son frère, Rodrigo, qui étant jeune n'arrivait pas à prononcer Ricardo.
Il rejoint rapidement le centre de formation de São Paulo à l'âge de huit ans.  Son talent lui vaut d'être sélectionné en équipe du Brésil espoirs dès ses 17 ans. Il signe son premier contrat professionnel dans son club formateur à l’âge de 18 ans.
À 18 ans toujours, en vacances chez ses grands-parents, il se brise la sixième vertèbre en heurtant le fond d’une piscine après une glissade sur un toboggan. Cette blessure aurait pu avoir des répercussions graves, mais les médecins parlent alors d'un miracle qu'il puisse remarcher normalement. Cet incident va créer chez lui une grande foi en Dieu. Il a d'ailleurs déclaré à propos de cet incident : « Cet épisode m’a certainement renforcé sur le plan spirituel, Dieu m’a aidé à guérir alors que je risquais d’être paralysé pour toujours sur une chaise roulante, mais ma foi remonte à mon enfance, j’ai grandi dans une famille évangélique et je me suis fait baptiser à l’âge de 12 ans ».

#### São Paulo FC
Le jeune Ricardo est vite repéré comme l'un des futurs talents du pays, il est comparé à de glorieux joueurs comme Rivelino et Sócrates.
Il réalise ses débuts le 1er février 2001, à l'âge de 18 ans avec l'équipe professionnelle de São Paulo. Il confirme vite les attentes placées en lui avec 12 buts en 27 matchs. Il marque notamment un doublé lors du Tournoi Rio-São Paulo qui permet à son équipe de remporter la finale 2-1 face au Botafogo. Il marque ensuite 10 buts en 22 matchs la seconde saison et attire l'attention des grands clubs européens.

#### AC Milan
En 2003, Sao Paulo hésite à vendre le joueur à l'AC Milan ou à le prêter au Paris Saint-Germain. Il décide finalement de rejoindre l'AC Milan, dans le cadre d'un transfert estimé à 8,5 millions de dollars, sur les conseils de Leonardo, recruteur du club italien. Il remporte dès ses premiers matchs la Supercoupe de l'UEFA. Le Brésilien réalise une première saison de toute beauté en Italie en délivrant notamment une passe décisive pour Andriy Shevchenko contre l'AS Roma lors de la 32e journée, une victoire 1-0 qui permet aux « Rossoneri » d'être champion pour la 17e fois de leur histoire. Kaká inscrit 10 buts en 30 matchs de Série A et est élu meilleur joueur étranger de Série A.
Durant la campagne européenne, le Milan AC termine en tête de son groupe malgré deux défaites. Kaká inscrira le premier but de sa carrière en ligue des champions à Bruges (1-0) d'une magnifique reprise de volée sur un service de Cafu et un autre contre le Celta Vigo (1-2).
En huitième de finale, le Milan AC élimine le Sparta Prague sans trop de soucis puis, en quart il rencontre le Deportivo La Corogne. Au match aller, les Milanais s'imposent 4-1 à San Siro dont un doublé du Brésilien. Le match retour est une désillusion pour les Milanais qui encaissent un sévère 4-0 et quittent la compétition. Kaká inscrit quatre buts en 10 matchs de Ligue des champions.

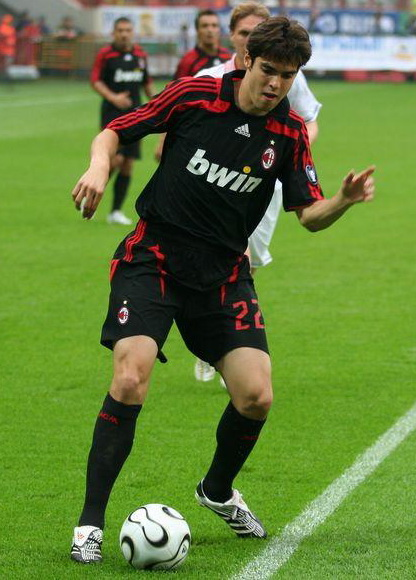
Kaká lors d'un match amical à Moscou en 2007.

Lors de la saison suivante, Kaká joue majoritairement dans un rôle de meneur de jeu derrière Andriy Chevtchenko et Hernán Crespo, l'attaquant argentin arrivé de Chelsea FC sous forme de prêt. Il remporte avec son club la Supercoupe d'Italie et joue 36 matchs pour 7 buts en championnat où son influence se fait grandement ressentir. Le Milan se classe deuxième du Calcio derrière la Juventus. Le club atteint, la même saison, la finale de la Ligue des champions face au Liverpool FC. Dans ce match disputé à Istanbul, les Milanais réalisent une première mi-temps de rêve avec notamment un très bon Kaká, qui, d'une magnifique passe en profondeur, permet à Hernan Crespo d'inscrire un doublé et de mener 3-0. Les Milanais se font rattraper par le Liverpool de Steven Gerrard en seconde mi-temps et s'inclinent aux tirs au but. Le jeune brésilien est élu meilleur joueur de la compétition européenne et termine deuxième meilleur passeur avec 4 passes décisives.
La saison suivante, Kaká marque 15 buts en Série A dont notamment le premier triplé de sa carrière le 9 avril 2006 face au Chievo Verone. En Ligue des champions, il inscrit 5 buts en 12 matchs avec un doublé contre Schalke 04 (3-2) et Fenerbahçe SK (2-1). Le Milan AC s'incline en demi-finale contre le FC Barcelone de Ronaldinho, le futur vainqueur.

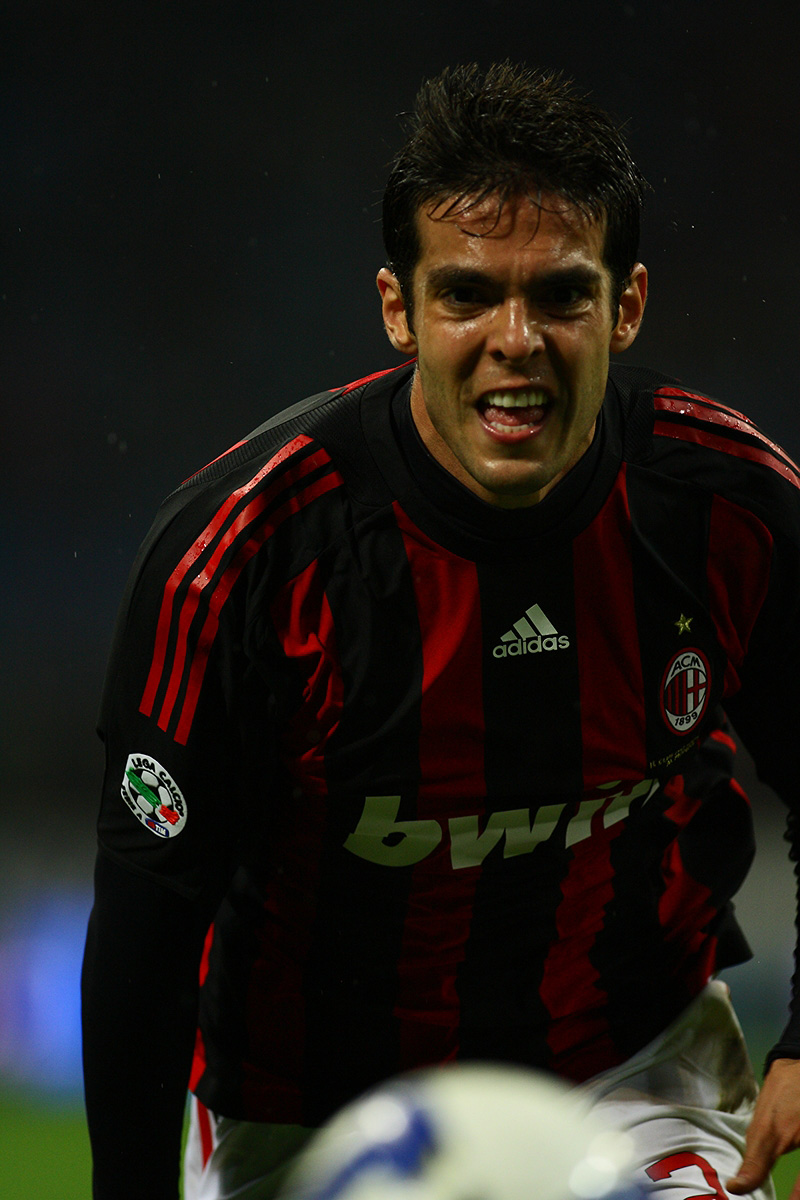
Kaká avec le Milan AC en 2009.

En 2006-2007, Kaká inscrit son premier but de la saison contre Parme sur penalty puis un autre dans le derby milanais (défaite 3-4). Quatrième seulement en championnat, les Milanais connaissent plus de succès en Ligue des champions. Kaká marque son premier triplé face au club belge d'Anderlecht en poules pour une victoire 4-1. Milan termine premier de son groupe avec un point d'avance sur Lille, qui est parvenu à l'emporter à San Siro lors de la dernière journée. En huitième de finale disputé face au Celtic Glasgow, Kaká délivre son équipe en prolongations. Sur une passe de Massimo Ambrosini depuis le milieu du terrain, il effectue une course prenant de vitesse l'arrière garde écossaise et bat Artur Boruc. Il est ensuite buteur et passeur contre le Bayern Munich en quart de finale. En demi-finale, disputée face à l'équipe de Manchester United, il marque trois des cinq buts milanais lors de la double confrontation, dont un but mémorable au match aller à Old Trafford où il élimine successivement les Mancuniens Darren Fletcher, Gabriel Heinze et Patrice Évra en faisant passer le ballon entre ces deux derniers de la tête puis bat Edwin van der Sar de près. Kaká déclare ensuite qu'il s'agit du plus beau but inscrit dans sa carrière.
En finale, disputée à Athènes, Milan affronte à nouveau Liverpool FC qui les avait battu deux ans auparavant. Kaká offre une passe décisive à Filippo Inzaghi sur le deuxième but de l'italien. Le Milan AC gagne 2-1 et remporte sa septième Ligue des champions. Le Brésilien termine meilleur buteur (10 buts) et meilleur joueur de la compétition. Kaká est alors très convoité par le Real Madrid CF, qui n'hésite pas à déposer une offre autour des 100 millions d'euros pour s'offrir le joueur, mais le Milan AC le déclare intransférable. Grâce à ses excellentes prestations, il remporte la consécration personnelle suprême pour un footballeur, le Ballon d'or avec un total de points de 444, devant Cristiano Ronaldo (277 pts) et Lionel Messi (255 pts). La même année, il obtient la nationalité italienne.
La saison suivante, Kaká réalise de très bonnes prestations en championnat malgré l'élimination en Ligue des champions par Arsenal FC dès les huitièmes de finale. Il totalise 15 buts et 10 passes décisives en Série A mais malgré cela, le club milanais finit seulement cinquième en championnat. Lors de la saison 2008-2009, le Brésilien réalise sa première passe décisive pour son compatriote Ronaldinho face à l'Inter. Il réalise une bonne saison, avec notamment 16 buts en Série A mais commence à subir des problèmes physiques. Durant l'intersaison 2008 puis à l'hiver 2009, le Milan AC refuse de nouvelles offres importantes en provenance des clubs anglais de Chelsea et de Manchester City, les Citizens étant même prêts à débourser plus de 140 millions d'euros. Il reçoit l'autorisation de l'AC Milan de discuter avec le club de Manchester, mais les négociations salariales échouent, les exigences du joueur brésilien étant alors évaluées à 18 millions d'euros par saison. En juin 2009 il signe finalement au Real Madrid  et met un terme à deux ans de rumeurs de départ.

#### Real Madrid CF

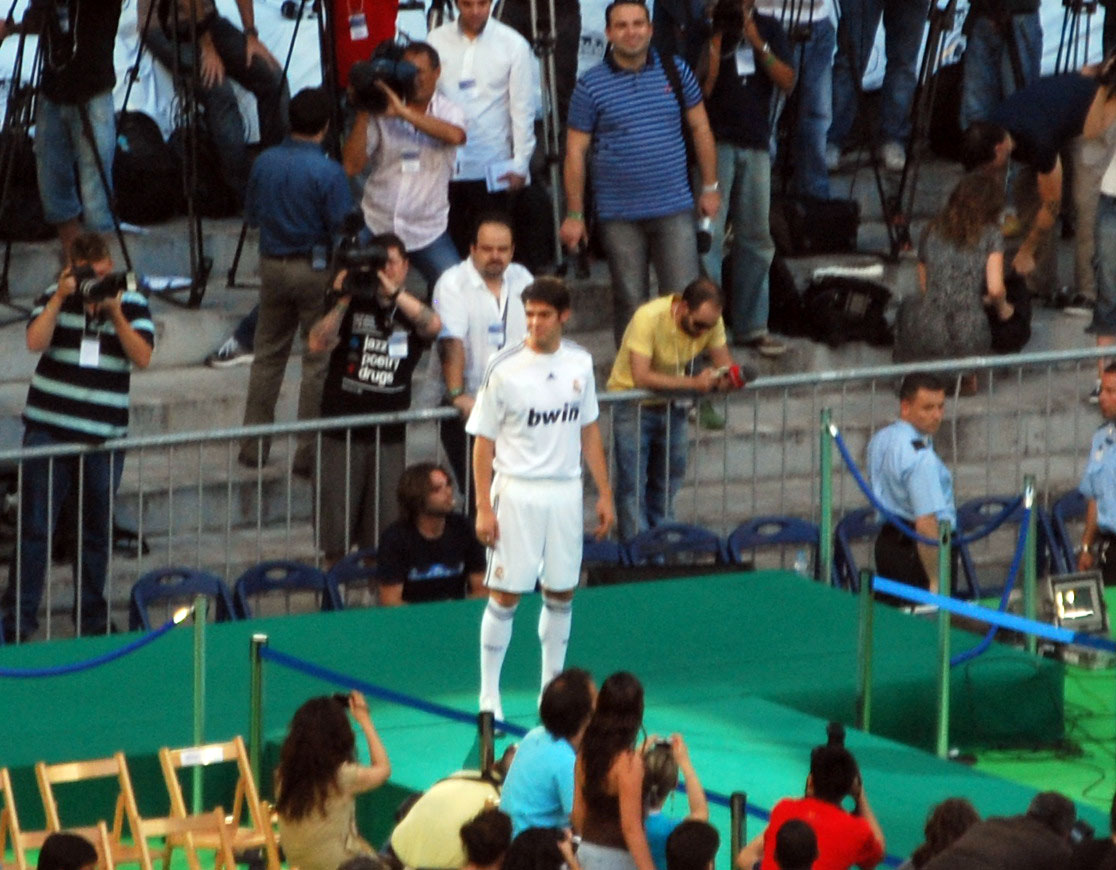
Kaká présenté au Santiago Bernabeu.

Le 8 juin 2009, pendant le stage de son équipe nationale pour les éliminatoires de la Coupe du monde 2010, Kaká signe officiellement pour le Real Madrid, pour un montant estimé à 68 millions d'euros. Ce transfert est, à cette époque, le troisième plus cher de l'histoire du football. Il est présenté aux socios madrilènes le 30 juin, après avoir disputé la suite des éliminatoires ainsi que la Coupe des confédérations avec le Brésil. Faisant partie d'un mercato ambitieux du Real (il signe en même temps que Cristiano Ronaldo et Karim Benzema), il déclare refuser de porter le numéro 5 de Zinédine Zidane (proposé par le président Florentino Pérez) car il souhaite « se dissocier de l'image du successeur du joueur français ». Il se voit attribuer le numéro 8.
Kaká marque son premier but avec le Real Madrid le 24 septembre face à Villarreal CF, sur pénalty. Traînant avec lui des pépins physiques à la suite de sa participation à la coupe des confédérations, il est souvent blessé, et réalise un début de saison mitigé. Il est rapidement sujet aux critiques des médias et des supporters de la Casa Blanca, ceux-ci déclarant qu'il est loin du niveau de son époque rossonera et qu'il ne justifie pas les 68 M€ déboursés pour ses services. Laissé de côté pendant un certain temps afin qu'il se soigne d'une pubalgie non chronique, il réalise une meilleure seconde partie de saison mais reste malgré tout en deçà des attentes. 
Le 5 août 2010, le Real Madrid annonce que Kaká a subi une intervention chirurgicale avec succès au genou gauche, à la suite d'une blessure récurrente qui le gênait. Il est indisponible pendant quatre mois, et rate donc le début de saison 2010/2011. L'arrivée du prometteur milieu offensif Mesut Özil vient combler cette longue absence.

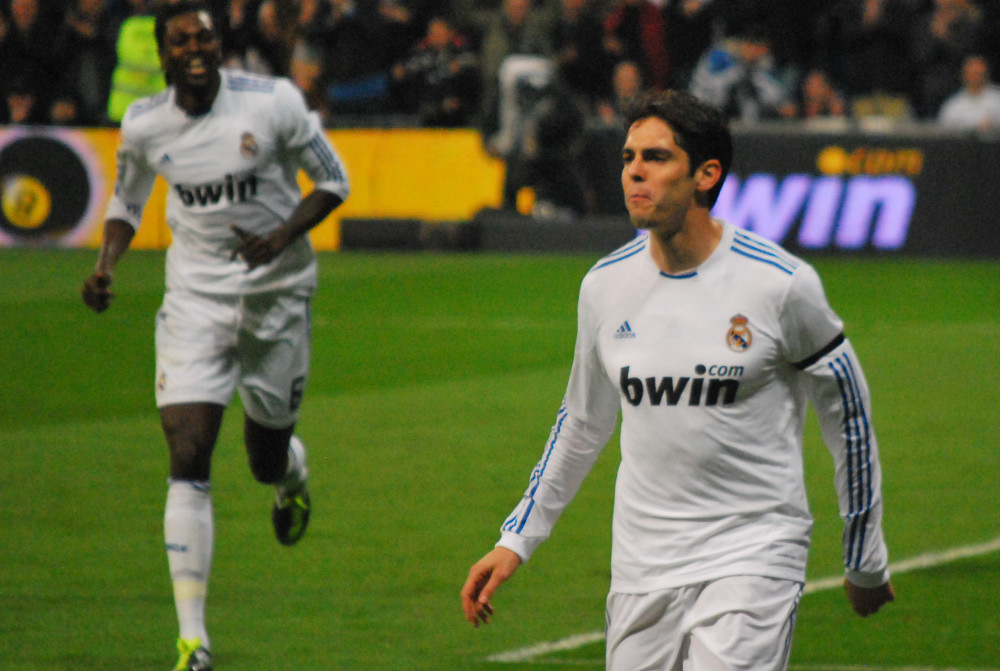
Kaka après son but face à la Real Sociedad.

Le jeune Allemand, auteur d'un début de saison étincelant s'avère être mieux qu'une solution de remplacement. Si bien que lorsque Kaká retrouve le groupe en janvier 2011, il ne parvient pas à le déloger de sa place de titulaire. Il est alors surtout utilisé par Mourinho pour reposer d'autres joueurs, comme à la fin des quarts de finale de la Ligue des champions, où il entre en fin de jeu alors que l'équipe menait 3-0 (1 passe décisive), ou bien lors du match contre Valence CF (2 passes décisives 2 buts) qui tombe juste avant la demi-finale aller de la Ligue des champions contre le FC Barcelone. Cette dernière performance va d'ailleurs lui permettre d'être titulaire lors du match retour. Défaits à l'aller 2-0, Kaká et ses coéquipiers ne parviennent pas à inverser la tendance (1-1), malgré une bonne prestation du milieu offensif. En une demi-saison, Kaká a retrouvé un bon niveau, et même brillé lors de quelques occasions. Il en remercie son entraîneur José Mourinho qui l'a toujours soutenu et protégé des attaques de la presse, même s'il n'est plus le titulaire en force à son poste.

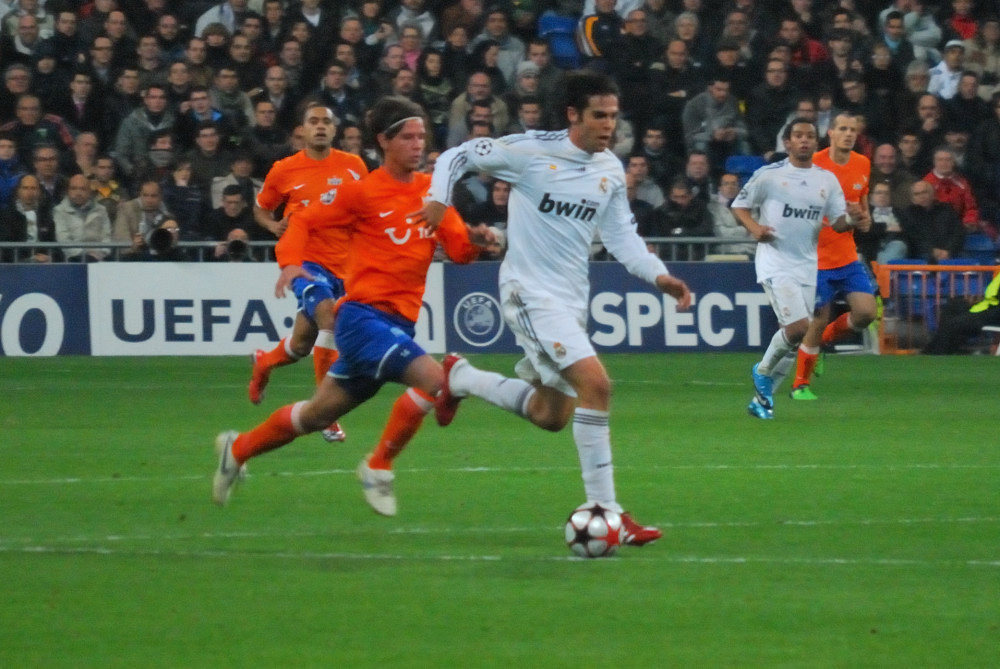
Kaká face au FC Zurich en Ligue des champions.

Le Brésilien entame la saison 2011-2012 avec une forme étincelante, il retrouve petit à petit ses facultés d'accélération et sa vitesse et enchaîne les bonnes prestations, ce qui lui vaut d'être publiquement félicité par son entraîneur José Mourinho. Certains médias considèrent alors qu'il est en voie de retrouver son niveau de l'année de son Ballon d'or, en 2007.
Le 4 mars 2012, le Real Madrid reçoit l'Espanyol de Barcelone. Kaká y réalise selon les médias « sa meilleure prestation avec le club madrilène » depuis son arrivée avec notamment un but et deux passes décisives. En Ligue des champions, à Nicosie, il débloque le match du Real Madrid en délivrant une passe décisive et en marquant, et réalise une aussi bonne performance au match retour (1 but et 1 passe décisive). Il connaît ensuite une baisse de régime, et ses performances sont plus irrégulières le reste de la saison. En manque de confiance, il est souvent laissé sur le banc au profit d'un Mesut Özil plus tranchant. Sa dernière occasion de briller en rentrant en cours de jeu en Ligue des champions face au Bayern Munich se solde d'ailleurs par un tir manqué lors de la séance de tirs au but, où le Real Madrid échoue aux portes de la finale.
En juillet 2012, José Mourinho déclare que Kaká peut rester au club mais s'il veut jouer davantage, il doit chercher un club. L'arrivée de Luka Modrić pénalise encore plus le joueur dont même la place de numéro 2 à son poste est compromise. Le Milan AC tente alors d'approcher le joueur mais les négociations échouent. Un mois plus tard, à la suite d'une bonne performance lors d'un match de préparation contre son club précédent avec trois passes décisives à la clé, José Mourinho déclare finalement qu'il lui laisse ses chances. Kaká saisit cette occasion avec un triplé et une passe décisive au Trophée Santiago Bernabeu, puis marque son 28e but en Ligue des champions à l'occasion du dernier match de poule contre l'Ajax Amsterdam (4-1), ce qui fait de lui le deuxième meilleur buteur brésilien de la compétition derrière Rivaldo (31 buts). Le Brésilien est peu utilisé mais trouve l'occasion de briller en ligue des champions face à Manchester United en huitièmes de finale de C1, où il entre en jeu à la mi-temps et trouve le poteau en fin de match. En fin de saison, Kaká apparaît plus, notamment en championnat, en participant aux chocs face à l'Atletico Madrid et au FC Barcelone. Il rentre aussi en jeu face au Borussia Dortmund pour les demi-finales retour de la Ligue des champions et réussit à être à l'origine de l'ouverture du score, mais malgré leur victoire les merengues échouent à se qualifier. La saison de Kaká est mitigée une fois de plus, il n'est utilisé qu'occasionnellement, lors de matchs pas forcément décisifs, ou bien en tant que remplaçant, mettant du coup à mal les finances du club qui subissent le fardeau de son salaire conséquent (10 millions d'euros par an).
Malgré une bonne pré-saison lors de l'été 2013 et l'arrivée de Carlo Ancelotti au poste d'entraîneur (sous l'ordre duquel il avait connu ses années de gloire), les arrivées d'Isco et de Gareth Bale démontraient clairement au joueur que le club ne comptait plus vraiment sur lui. À moins d'un an de la Coupe du monde au Brésil, Kaká ne pouvant se contenter d'un tel statut annonce publiquement sa volonté de départ.

#### Retour à l'AC Milan
Le 2 septembre 2013, il quitte le Real Madrid pour revenir au Milan AC, dans le cadre d'un transfert gratuit. Sous les couleurs du Milan AC, il retrouve le numéro 22 et récupère le brassard de capitaine.
Kaká joue son premier match depuis son retour le 14 septembre 2013, lors d'une rencontre de championnat face au Torino FC. Il est titularisé et les deux équipes se neutralisent (2-2 score final). À la suite d'une blessure aux adducteurs, le 16 septembre 2013, Kaká annonce qu'il veut suspendre son salaire durant sa période d'indisponibilité. Il revient de blessure le 12 octobre face à l'Udinese, trois jours avant la confrontation face au FC Barcelone en Ligue des champions. Kaká est passeur décisif et réalise une prestation qui lui permet de recevoir de nombreux éloges. Sur la continuité de son début de saison fantastique avec le Milan AC, Kaká marque son premier but d'une somptueuse frappe enroulée du pied droit pleine lucarne contre la Lazio Rome pour le compte de la 10e journée le 30 octobre 2013. Kaká termine la première moitié de saison avec un modeste bilan de 15 matches, 4 buts et 2 passes décisives mais est tout de même acclamé par de nombreux supporters comme étant le leader de l'équipe et le seul « rayon de soleil » dans l'équipe milanaise qui pointe à la 13e place du classement. Après la trêve hivernale et pour le premier match de l'année civile, le Milan reçoit l'Atalanta Bergame pour le compte de la 18e journée de Serie A. Brassard de capitaine au bras, Kaká ouvre le score et marque son 100e but sous les couleurs milanaises - qu'il célèbre en montrant un maillot rossonero floqué numéro 100 - puis son 101e avant d'offrir une passe décisive à Bryan Cristante.
Pour son 300e match sous le maillot du Milan AC, Kaká s'offre un doublé pour une victoire 3-0 sur le Chievo Vérone lors de la 31e journée de Serie A.
Au terme d'une saison dans laquelle Kaká s'est mué en leader et a pu démontrer tout son talent, il quitte l'AC Milan et décide de s'envoler aux États-Unis pour se lancer un nouveau défi à Orlando. Par la suite, il poste un message sur Facebook où il remercie le club milanais. Il quitte le club milanais après avoir disputé 307 rencontres pour 104 buts inscrits ce qui en fait le vingt-septième joueur le plus capé et le neuvième meilleur buteur de l'histoire du club.

#### Orlando City et prêt à São Paulo
En juillet 2014, Kaká officialise son arrivée en Major League Soccer par le biais d'une conférence de presse. Il rejoint le club d'Orlando City en 2015, durant la phase de pré-saison alors que celui-ci fait son entrée dans le championnat nord-américain. Durant ce laps de temps, il est prêté à São Paulo, son club formateur, pour une durée de six mois.
Le 27 juillet 2014, pour son premier match après onze mois d'absence, il marque son 49e but avec São Paulo contre Goiás mais ne peut éviter la défaite 2-1. Il marque également un but le 5 septembre 2014 en Copa Sudamericana face au Criciúma Esporte Clube. Son équipe s'impose par deux buts à zéro ce jour-là.
Il inscrit son premier but avec sa nouvelle équipe d'Orlando City le 8 mars 2015 d'un coup franc dévié face à New York City lors de la première journée de MLS. Le 28 mars, Kaká inscrit son second but sous le maillot d'Orlando City face à l'Impact de Montréal et permet ainsi a son équipe d'obtenir un match nul (2-2), puis le 12 avril, il marque son troisième but, un pénalty, face aux Timbers de Portland et son équipe s'impose 2 à 0.
Le 4 avril 2016, Kaká mène son équipe à la victoire en marquant un but et délivrant deux passes décisives face aux Timbers de Portland en MLS. Son équipe l'emporte par quatre buts à un ce jour-là.
Il annonce en octobre 2017 qu'il a décidé de ne pas prolonger son contrat prenant fin en décembre 2017. Il précise cependant qu'il ne prend pas sa retraite.

### Équipe nationale

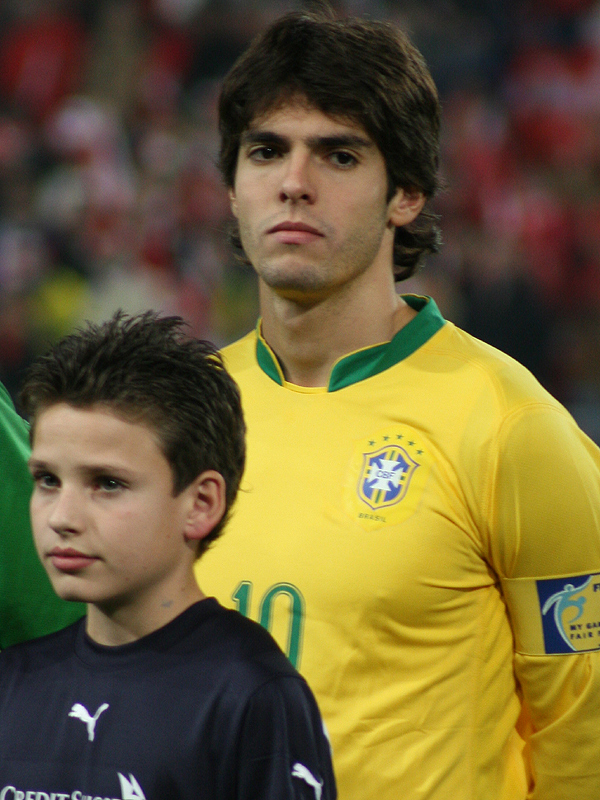
Kaká capitaine de l'équipe du Brésil en 2006.

Kaká est sélectionné pour la première fois avec l'équipe nationale du Brésil le 31 janvier 2002, pour une victoire par six buts à zéro contre la Bolivie. Il marque son premier but en sélection dès sa deuxième sélection, le 8 mars 2002, lors d'un match amical face à l'Islande. Titularisé, il participe à la victoire de son équipe par six buts à un. avant d'être retenu pour la Coupe du monde 2002 à 20 ans (il est le plus jeune joueur de l'effectif, devant Ronaldinho, 22 ans). Mené par Ronaldinho, Ronaldo, Roberto Carlos et Rivaldo, le Brésil remporte la compétition. Kaká ne participe qu'à un seul match, en tant que remplaçant (19 minutes contre le Costa Rica).
Il se montre très efficace lors de la Gold Cup 2003, qu'il dispute avec les U23 du Brésil, en tant qu'invité(s). Son doublé victorieux en quart de finale contre la Colombie (2-0), qualifie les siens pour les demi-finales, lors desquelles il arrache les prolongations aux Etats-Unis, en égalisant (1-1) à la 89ème minute. Finalement le match sera remporté grâce à un penalty transformé de Diego en première partie de prolongations. Le Brésil s'inclinera néanmoins en finale face au Mexique, sur un but en or (0-1) d'Osorno. Il porte le brassard de capitaine pendant toute la compétition. 
Souhaitant se concentrer sur son entraînement en club, il ne participe pas à la Copa América en 2004, que le Brésil remporte. 
Lors de la Coupe des confédérations 2005, il délivre une passe décisive pour l'ouverture du score d'Adriano lors du premier match face à la Grèce (victoire 3-0), puis marque en finale contre l'Argentine, vice championne d'Amérique du Sud (victoire 4-1), le 29 juin. 
Durant la Coupe du monde 2006 en Allemagne, Kaká est titulaire dans la sélection brésilienne et marque le but de la victoire contre la Croatie (1-0) lors de la phase de groupes et délivre une passe décisive pour l'ouverture du score de Ronaldo lors du huitième de finale face au Ghana, mais le Brésil est éliminé par la France en quart de finale sur le score d'un but à zéro. Le 3 septembre 2006, Kaká attire l'attention en inscrivant un but en parcourant la moitié du terrain contre l'Argentine lors d'un match amical (victoire 3-0).
Kaká connaît son seul capitanat avec l'équipe première le 15 novembre 2006, à l'âge de 24 ans, lors d'un match amical contre la Suisse (victoire 1-2).
Il n'est pas présent dans la liste des 22 joueurs brésiliens qui disputent et remportent la Copa América 2007, sous les ordres du sélectionneur Dunga. 
À la Coupe des confédérations en 2009, Kaká marque un doublé contre l'Égypte (victoire 4-2) et son but est refusé en finale contre les États-Unis. Le Brésil s'impose tout de même (victoire 2-3) et remporte la compétition.
Sélectionné pour la Coupe du monde 2010, il fait un premier match moyen face à la Corée du Nord. Il offre deux passes décisives lors du deuxième match contre la Côte d'Ivoire, avant d'être expulsé par Stéphane Lannoy, à la suite d'un contact avec Abdul Kader Keita (dont la réaction frôle la simulation). Il montre à son retour un très bon niveau de jeu mais ne peut empêcher l'élimination des « Auriverdes » face aux Pays-Bas 2 à 1 en quarts de finale. Auteur de trois « caviars » en 337 minutes, Kaká termine meilleur passeur de la compétition (avec le même nombre d'unités que les allemands Thomas Müller, Bastian Schweinsteiger et Mesut Özil et le Néerlandais Dirk Kuyt mais avec un meilleur ratio qu'eux : une passe décisive toutes les 112 minutes).
Il ne sera pas retenu par Mano Menezes pour disputer la Copa América 2011 (où le Brésil s'incline aux tirs au but face au Paraguay en quarts de finale). 
Après une longue absence en « Seleçao », Kaká est rappelé avec le Brésil en octobre 2012. Mano Menezes le convoque pour les matchs amicaux face à l'Irak le 11 octobre et le Japon le 16 octobre. Après plus de deux ans d'absence avec la sélection, Kaká fait son retour face à l'Irak (victoire 6-0) de la meilleure des manières en marquant un but et en offrant une passe décisive, puis récidive face au Japon (victoire 0-4).
Il connaît sa dernière titularisation en équipe nationale le 25 mars 2013, lors d'un match amical face à la Russie à Stamford Bridge (1-1).
Comme Ronaldinho et Robinho, il n'est pas sélectionné par Luiz Felipe Scolari pour disputer la Coupe du monde 2014 qui a lieu au Brésil.
Il délivre sa dernière passe décisive en équipe nationale le 14 octobre 2014, lors d'un match amical contre le Japon à Singapour, où il offre la balle du 4-0 à Neymar (qui inscrit un quadruplé ce jour-là), cinq minutes seulement après son entrée en jeu en remplacement d'Elias. 
Il ne sera pas retenu par Dunga pour disputer la Copa América 2015 (où le Brésil s'incline une nouvelle fois aux tirs au but face au Paraguay en quarts de finale). 
Il dispute un seul match des éliminatoires pour la Coupe du monde 2018, au cours duquel il joue une quinzaine de minutes face au Venezuela (victoire 3-1), le 14 octobre 2015 (deuxième journée). 
Finalement, Kaká est sélectionné pour la dernière fois en équipe du Brésil à l'occasion d'un match amical contre le Panama (victoire 0-2), au Dick's Sporting Goods Park de Denver, le 30 mai 2016. Âgé de 34 ans, il rentre à la 80ème minute en lieu et place de Philippe Coutinho.

### Retraite
Kaká a annoncé sa retraite le 17 décembre 2017 à l'âge de 35 ans, après avoir refusé des offres venant de deux de ses anciens clubs (São Paulo et Milan AC). Il a également exprimé son intérêt à travailler en tant que directeur, et confirma que son ancien club du Milan AC lui avait fait une proposition dans ce sens.

## Statistiques

### Statistiques détaillées
| Saison                | Club                  | Championnat           | Championnat | Championnat | Championnat | Coupe(s) nationale(s) | Coupe(s) nationale(s) | Coupe(s) nationale(s) | Supercoupe | Supercoupe | Supercoupe | Compétition(s) continentale(s) | Compétition(s) continentale(s) | Compétition(s) continentale(s) | Compétition(s) continentale(s) | Autres compétitions | Autres compétitions | Autres compétitions | Brésil | Brésil | Brésil | Total | Total | Total |
| Saison                | Club                  | Division              | M.          | B.          | P.d.        | M.                    | B.                    | P.d.                  | M.         | B.         | P.d.       | Comp.                          | M.                             | B.                             | P.d.                           | M.                  | B.                  | P.d.                | M.     | B.     | P.d.   | M.    | B.    | P.d.  |
| 2001                  | São Paulo             | Brasileirão           | 27          | 12          | 4           | 7                     | 1                     | 0                     | -          | -          | -          | CM                             | 5                              | 0                              | 0                              | 16                  | 4                   | 1                   | -      | -      | -      | 55    | 17    | 5     |
| 2002                  | São Paulo             | Brasileirão           | 22          | 9           | 7           | 9                     | 6                     | 1                     | -          | -          | -          | -                              | -                              | -                              | -                              | 18                  | 7                   | 4                   | 5      | 1      | 0      | 54    | 23    | 12    |
| 2003                  | São Paulo             | Brasileirão           | 10          | 2           | 4           | 5                     | 0                     | 0                     | -          | -          | -          | -                              | -                              | -                              | -                              | 7                   | 5                   | 4                   | 5      | 3      | 0      | 27    | 10    | 8     |
| Sous-total            | Sous-total            | Sous-total            | 59          | 23          | 15          | 21                    | 7                     | 1                     | -          | -          | -          | -                              | 5                              | 0                              | 0                              | 41                  | 16                  | 9                   | 10     | 4      | 0      | 136   | 50    | 25    |
| 2003-2004             | Milan AC              | Serie A               | 30          | 10          | 4           | 4                     | 0                     | 0                     | 1          | 0          | 0          | C1                             | 10                             | 4                              | 1                              | 1                   | 0                   | 0                   | 11     | 3      | 0      | 57    | 17    | 5     |
| 2004-2005             | Milan AC              | Serie A               | 36          | 7           | 12          | 1                     | 0                     | 0                     | -          | -          | -          | C1                             | 13                             | 2                              | 5                              | -                   | -                   | -                   | 11     | 4      | 1      | 61    | 13    | 18    |
| 2005-2006             | Milan AC              | Serie A               | 35          | 14          | 8           | 2                     | 0                     | 1                     | -          | -          | -          | C1                             | 12                             | 5                              | 1                              | -                   | -                   | -                   | 11     | 4      | 1      | 60    | 23    | 11    |
| 2006-2007             | Milan AC              | Serie A               | 31          | 8           | 7           | 2                     | 0                     | 0                     | -          | -          | -          | C1                             | 15                             | 10                             | 3                              | -                   | -                   | -                   | 9      | 5      | 0      | 57    | 23    | 10    |
| 2007-2008             | Milan AC              | Serie A               | 30          | 15          | 10          | -                     | -                     | -                     | -          | -          | -          | C1                             | 8                              | 2                              | 2                              | 3                   | 2                   | 3                   | 7      | 4      | 0      | 48    | 23    | 15    |
| 2008-2009             | Milan AC              | Serie A               | 31          | 16          | 9           | 1                     | 0                     | 1                     | -          | -          | -          | C3                             | 4                              | 0                              | 1                              | -                   | -                   | -                   | 11     | 4      | 0      | 47    | 20    | 11    |
| Sous-total            | Sous-total            | Sous-total            | 193         | 70          | 50          | 10                    | 0                     | 2                     | 1          | 0          | 0          | -                              | 62                             | 23                             | 13                             | 4                   | 2                   | 3                   | 60     | 24     | 2      | 330   | 119   | 70    |
| 2009-2010             | Real Madrid           | Liga                  | 25          | 8           | 7           | 1                     | 0                     | 1                     | -          | -          | -          | C1                             | 7                              | 1                              | 4                              | -                   | -                   | -                   | 12     | 1      | 5      | 45    | 10    | 17    |
| 2010-2011             | Real Madrid           | Liga                  | 14          | 7           | 5           | 3                     | 0                     | 0                     | -          | -          | -          | C1                             | 3                              | 0                              | 1                              | -                   | -                   | -                   | -      | -      | -      | 20    | 7     | 6     |
| 2011-2012             | Real Madrid           | Liga                  | 27          | 5           | 10          | 4                     | 0                     | 0                     | 1          | 0          | 0          | C1                             | 8                              | 3                              | 6                              | -                   | -                   | -                   | -      | -      | -      | 40    | 8     | 16    |
| 2012-2013             | Real Madrid           | Liga                  | 19          | 3           | 4           | 2                     | 1                     | 0                     | -          | -          | -          | C1                             | 6                              | 1                              | 1                              | -                   | -                   | -                   | 5      | 2      | 2      | 32    | 7     | 7     |
| Sous-total            | Sous-total            | Sous-total            | 85          | 23          | 21          | 10                    | 1                     | 0                     | 1          | 0          | 0          | -                              | 24                             | 5                              | 9                              | -                   | -                   | -                   | 17     | 3      | 7      | 137   | 32    | 37    |
| 2013-2014             | Milan AC              | Serie A               | 30          | 7           | 4           | 1                     | 0                     | 0                     | -          | -          | -          | C1                             | 6                              | 2                              | 1                              | -                   | -                   | -                   | -      | -      | -      | 37    | 9     | 5     |
| Sous-total            | Sous-total            | Sous-total            | 30          | 7           | 4           | 1                     | 0                     | 0                     | -          | -          | -          | -                              | 6                              | 2                              | 1                              | -                   | -                   | -                   | -      | -      | -      | 37    | 9     | 5     |
| 2014                  | São Paulo (prêt)      | Brasileirão           | 19          | 2           | 1           | -                     | -                     | -                     | -          | -          | -          | CS                             | 8                              | 1                              | 4                              | -                   | -                   | -                   | 2      | 0      | 1      | 29    | 3     | 6     |
| Sous-total            | Sous-total            | Sous-total            | 19          | 2           | 1           | -                     | -                     | -                     | -          | -          | -          | -                              | 8                              | 1                              | 4                              | -                   | -                   | -                   | 2      | 0      | 1      | 29    | 3     | 6     |
| 2015                  | Orlando City          | MLS                   | 28          | 9           | 6           | 2                     | 1                     | 0                     | -          | -          | -          | -                              | -                              | -                              | -                              | -                   | -                   | -                   | 2      | 0      | 0      | 32    | 10    | 6     |
| 2016                  | Orlando City          | MLS                   | 24          | 9           | 9           | -                     | -                     | -                     | -          | -          | -          | -                              | -                              | -                              | -                              | -                   | -                   | -                   | 1      | 0      | 0      | 25    | 9     | 9     |
| 2017                  | Orlando City          | MLS                   | 23          | 6           | 4           | 1                     | 0                     | 0                     | -          | -          | -          | -                              | -                              | -                              | -                              | -                   | -                   | -                   | -      | -      | -      | 24    | 6     | 4     |
| Sous-total            | Sous-total            | Sous-total            | 75          | 24          | 19          | 3                     | 1                     | 0                     | -          | -          | -          | -                              | -                              | -                              | -                              | -                   | -                   | -                   | 3      | 0      | 0      | 81    | 25    | 19    |
| Total sur la carrière | Total sur la carrière | Total sur la carrière | 461         | 149         | 110         | 45                    | 9                     | 3                     | 2          | 0          | 0          | -                              | 105                            | 31                             | 27                             | 45                  | 18                  | 12                  | 92     | 29     | 10     | 750   | 236   | 162   |

### Buts internationaux
| Buts internationaux de Kaká | Buts internationaux de Kaká | Buts internationaux de Kaká                                     | Buts internationaux de Kaká | Buts internationaux de Kaká | Buts internationaux de Kaká                   | Buts internationaux de Kaká |
| No                          | Date                        | Lieu                                                            | Adversaire                  | Résultat                    | Compétition                                   |                             |
| --------------------------- | --------------------------- | --------------------------------------------------------------- | --------------------------- | --------------------------- | --------------------------------------------- | --------------------------- |
| 1                           | 7 mars 2002                 | Stade José-Fragelli, Cuiabá, Brésil                             | Islande                     | 6-1                         | Match amical                                  |                             |
| 2                           | 19 juillet 2003             | Orange Bowl, Miami, États-Unis                                  | Colombie                    | 2-0                         | Gold Cup 2003                                 |                             |
| 3                           | 19 juillet 2003             | Orange Bowl, Miami, États-Unis                                  | Colombie                    | 2-0                         | Gold Cup 2003                                 |                             |
| 4                           | 23 juillet 2003             | Orange Bowl, Miami, États-Unis                                  | États-Unis                  | 2-1                         | Gold Cup 2003                                 |                             |
| 5                           | 7 septembre 2003            | Stade Metropolitano Roberto Meléndez, Barranquilla, Colombie    | Colombie                    | 2-1                         | Phase qualificative de la Coupe du monde 2006 |                             |
| 6                           | 19 novembre 2003            | Complexo Poliesportivo Pinheirão, Curitiba, Brésil              | Uruguay                     | 3-3                         | Phase qualificative de la Coupe du monde 2006 |                             |
| 7                           | 28 avril 2004               | Stade Ferenc-Puskás, Budapest, Hongrie                          | Hongrie                     | 4-1                         | Match amical                                  |                             |
| 8                           | 9 octobre 2004              | Estadio José Pachencho Romero, Maracaibo, Venezuela             | Venezuela                   | 5-2                         | Phase qualificative de la Coupe du monde 2006 |                             |
| 9                           | 9 octobre 2004              | Estadio José Pachencho Romero, Maracaibo, Venezuela             | Venezuela                   | 5-2                         | Phase qualificative de la Coupe du monde 2006 |                             |
| 10                          | 27 mars 2005                | Stade Serra-Dourada, Goiânia, Brésil                            | Pérou                       | 1-0                         | Phase qualificative de la Coupe du monde 2006 |                             |
| 11                          | 29 juin 2005                | Waldstadion, Francfort, Allemagne                               | Argentine                   | 4-1                         | Coupe des confédérations 2005                 |                             |
| 12                          | 12 novembre 2005            | Stade Sheikh Zayed, Abu Dhabi, Émirats arabes unis              | Émirats arabes unis         | 8-0                         | Match amical                                  |                             |
| 13                          | 4 juin 2006                 | Stade de Genève, Lancy, Suisse                                  | Nouvelle-Zélande            | 4-0                         | Match amical                                  |                             |
| 14                          | 13 juin 2006                | Stade olympique, Berlin, Allemagne                              | Croatie                     | 1-0                         | Coupe du monde 2006                           |                             |
| 15                          | 3 septembre 2006            | Emirates Stadium, Londres, Angleterre                           | Argentine                   | 3-0                         | Match amical                                  |                             |
| 16                          | 10 octobre 2006             | Råsunda, Stockholm, Suède                                       | Équateur                    | 2-1                         | Match amical                                  |                             |
| 17                          | 15 novembre 2006            | Parc Saint-Jacques, Bâle, Suisse                                | Suisse                      | 2-1                         | Match amical                                  |                             |
| 18                          | 24 mars 2007                | Ullevi, Göteborg, Suède                                         | Chili                       | 4-0                         | Match amical                                  |                             |
| 19                          | 12 septembre 2007           | Gillette Stadium, Foxborough, États-Unis                        | Mexique                     | 3-1                         | Match amical                                  |                             |
| 20                          | 18 octobre 2007             | Stade Maracanã, Rio de Janeiro, Brésil                          | Équateur                    | 5-0                         | Éliminatoires de la Coupe du monde 2010       |                             |
| 21                          | 18 octobre 2007             | Stade Maracanã, Rio de Janeiro, Brésil                          | Équateur                    | 5-0                         | Éliminatoires de la Coupe du monde 2010       |                             |
| 22                          | 18 novembre 2007            | Stade Monumental, Lima, Pérou                                   | Pérou                       | 1-1                         | Éliminatoires de la Coupe du monde 2010       |                             |
| 23                          | 12 octobre 2008             | Estadio Polideportivo de Pueblo Nuevo, San Cristóbal, Venezuela | Venezuela                   | 4-0                         | Éliminatoires de la Coupe du monde 2010       |                             |
| 24                          | 6 juin 2009                 | Stade Centenario, Montevideo, Uruguay                           | Uruguay                     | 4-0                         | Éliminatoires de la Coupe du monde 2010       |                             |
| 25                          | 15 juin 2009                | Free State Stadium, Bloemfontein, Afrique du Sud                | Égypte                      | 4-3                         | Coupe des confédérations 2009                 |                             |
| 26                          | 15 juin 2009                | Free State Stadium, Bloemfontein, Afrique du Sud                | Égypte                      | 4-3                         | Coupe des confédérations 2009                 |                             |
| 27                          | 7 juin 2010                 | Benjamin Mkapa National Stadium, Dar es Salam, Tanzanie         | Tanzanie                    | 5-1                         | Match amical                                  |                             |
| 28                          | 11 octobre 2012             | Swedbank Stadion, Malmö, Suède                                  | Irak                        | 6-0                         | Match amical                                  |                             |
| 29                          | 16 octobre 2012             | Stade municipal, Wrocław, Pologne                               | Japon                       | 4-0                         | Match amical                                  |                             |

NB : Les scores sont affichés sans tenir compte du sens conventionnel en cas de match à l'extérieur (Brésil-Adversaire)

## Style de jeu
Kaká joue au poste de meneur de jeu, il peut éventuellement évoluer en soutien des attaquants. Très intelligent dans ses déplacements, il sait jouer admirablement bien entre les lignes, ce qui déstabilise le marquage de ses adversaires. Doté d'une très belle vision du jeu et d'une belle qualité de passe, il bonifie le jeu de son équipe. Il possède une bonne technique balle au pied et une conduite de balle parfaite. Il se différencie de ses compatriotes en jouant simple et cherchant l'efficacité. Leonardo dit ainsi de lui : « c'est le plus européen des joueurs brésiliens ». Il possède également une superbe frappe de balle, tantôt enroulée ou en finesse, tantôt en force. Il marque de nombreux buts des 20 ou 30 mètres n'hésitant pas à prendre sa chance dès que l'occasion se présente.
Kaká est aussi réputé pour son accélération et sa vitesse malgré sa taille (1,86 m). Le 3 septembre 2006, pour l'inauguration de l'Emirates Stadium contre l'Argentine (3-0), à la suite d'un corner argentin, il part ainsi de son propre camp, remonte tout le terrain, prend de vitesse Lionel Messi et dribble Gabriel Milito à l'aide d'une excellente conduite de balle avant de battre le gardien. Patrick Vieira vantera sa vitesse ballon au pied et admettra également, pour l'avoir vu jouer en Italie, qu'il l'a vraiment impressionné.
Enfin, il est reconnu pour sa gentillesse et son humilité, arrivant toujours en conférence de presse ou en interview avec le sourire et n'hésitant pas à mettre en avant le collectif et la prestation de ses coéquipiers, plutôt que de parler de sa performance individuelle.

## Vie privée

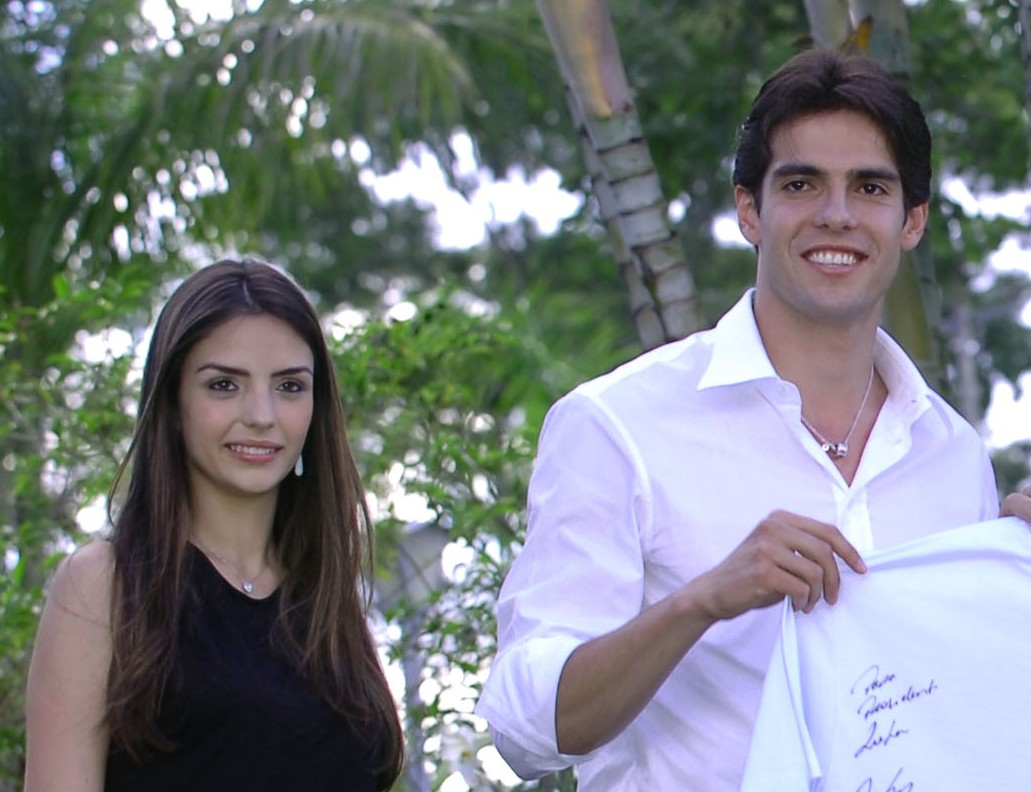
Kaká et sa femme Caroline.

Le surnom de Ricardo, Kaká, vient de son frère, Rodrigo (footballeur plus connu sous le surnom de Digão), qui n'arrivait pas à prononcer le prénom Ricardo. Il est également surnommé Ricky par certains commentateurs.
Son ex-femme, Caroline Celico (en), prêche la foi chrétienne et chante le gospel. Ils se sont rencontrés en 2001 et se sont mariés le 23 décembre 2005 à São Paulo. Le couple a depuis donné naissance à deux enfants, Lucas (né en 2009) et Isabella (née en 2011), avant de divorcer en 2015. 
En 2004, Kaká devient ambassadeur du Programme alimentaire mondial, un programme de l'ONU de lutte contre la faim. Il dédie la victoire en Ligue des champions en 2007 aux enfants mal nourris et pour la Coupe du monde 2010, il participe à l'opération « une tasse remplie, un enfant nourri ».
Kaká est connu pour sa foi chrétienne évangélique. Il explique notamment que cette foi s'est renforcée lors de sa guérison d'une fracture de la 6e vertèbre, à la suite d'un accident en vacances dans la piscine de ses grands-parents à l'âge de 18 ans qui aurait pu le laisser paralysé. En glissant sur le toboggan, il se cogna la tête contre le fond de la piscine. Il considère sa guérison comme un miracle et cet évènement a fait croître sa foi en Dieu. « Cet épisode m’a certainement renforcé sur le plan spirituel, Dieu m’a aidé à guérir alors que je risquais d’être paralysé pour toujours sur une chaise roulante, mais ma foi remonte à mon enfance, j’ai grandi dans une famille évangélique et je me suis fait baptiser à l’âge de 12 ans » déclare le joueur à propos de sa foi. C'est pourquoi sur le terrain, il célèbre souvent ses buts en levant les bras au ciel et en priant.
Naturalisé italien depuis 2007, son équipementier est Adidas mais il a également posé pour les célèbres marques de vêtements Armani et Dolce&Gabbana.

## Palmarès
| São Paulo FC (1)                                 | AC Milan (5) | Real Madrid CF (3) | Équipe du Brésil (3) |
| ------------------------------------------------ | --- | --- | --- |
| - Tournoi Rio-São Paulo (1) : - Vainqueur : 2001 | - Coupe du monde des clubs (1) : - Vainqueur : 2007 - Ligue des Champions (1) : - Vainqueur : 2007 - Supercoupe de l'UEFA (1) : - Vainqueur : 2007 - Champion d'Italie (1) : - Champion : 2004 - Supercoupe d'Italie (1) : - Vainqueur : 2004 | - Champion d'Espagne (1) : - Champion : 2012 - Coupe d'Espagne (1) : - Vainqueur : 2011 - Finaliste : 2013 - Supercoupe d'Espagne (1) : - Vainqueur : 2012 - Finaliste : 2011 | - Coupe du monde de la FIFA (1) : - Vainqueur : 2002 - Coupe des confédérations (2) : - Vainqueur : 2005 et 2009 - Gold Cup - Finaliste : 2003 |

### Distinctions personnelles
Le 2 décembre 2007, Kaká remporte le Ballon d'or du bi-hebdomadaire France Football avec 444 points devant Cristiano Ronaldo (2e) avec 277 points, Lionel Messi (3e) avec 255 points et Didier Drogba (4e) avec 108 points.
- Ballon d'or : 2007
- Onze d'or : 2007
- Joueur de l'année FIFpro : 2007[44].
- Meilleur footballeur de l'année FIFA : 2007
- Samba d'or, Meilleur brésilien évoluant en Europe : 2008
- Bola de Ouro (Ballon d'or brésilien) en 2002
- Meilleur footballeur de l'année UEFA : 2006-2007[45].
- Meilleur milieu de terrain de l'année UEFA : 2004-2005
- Meilleur attaquant de l'année UEFA : 2006-2007
- Meilleur joueur de la Coupe des confédérations : 2009
- Meilleur joueur de la Coupe du monde des clubs : 2007
- Meilleur joueur de l'année de Serie A : 2004[46] et 2007
- Meilleur joueur étranger de l'année de Serie A : 2004, 2006 et 2007
- Meilleur espoir du championnat italien : 2004
- Meilleur milieu de terrain de la Ligue des champions 2004-2005
- Membre de l'équipe type monde : 2005 et 2007 de L'Équipe[47]
- Membre de l'équipe type de FIFA/FIFPro World XI : 2006, 2007 et 2008
- Membre de l'équipe type de l'année UEFA : 2006, 2007 et 2009
- Meilleur buteur de la Ligue des champions 2006-2007 (10 buts)
- Meilleur passeur de la Ligue des champions en 2005 et 2012 (5 passes)
- Meilleur passeur de la Coupe du monde en 2010 (3 passes)